# Мергоццо
Мергоццо, Мерґоццо (італ. Mergozzo, п'єм. Mërgheus) — місто і комуна в Італії, у регіоні П'ємонт,  провінція Вербано-Кузіо-Оссола.
Мергоццо розташоване на відстані близько 560 км на північний захід від Рима, 120 км на північний схід від Турина, 9 км на північний захід від Вербанії.
Населення — 2204 особи (2014).

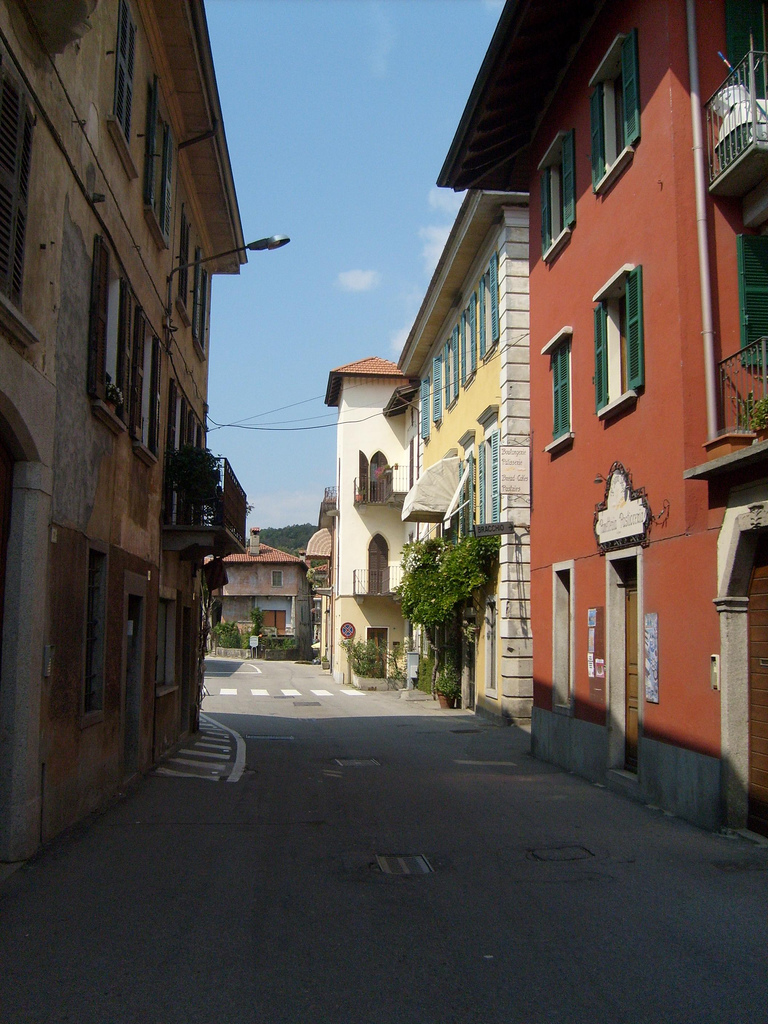

Щорічний фестиваль відбувається 15 серпня. Покровитель — Santa Maria Vergine Assunta.

## Демографія
Населення за роками:

Станом на 1 січня 2023 року в муніципалітеті офіційно проживали 53 іноземці з 22 країн, серед них 14 громадян країн Євросоюзу та 7 громадян України.

## Сусідні муніципалітети
- Гравеллона-Точе
- Орнавассо
- Премозелло-Кьовенда
- Сан-Бернардіно-Вербано
- Вербанія